# Modinagar
Modinagar (hindi मोदीनगर) – miasto w północnych Indiach w stanie Uttar Pradesh, na Nizinie Hindustańskiej.
Populacja miasta w 2001 roku wynosiła 272 918 mieszkańców.